# Festival du Tatouage de Chaudes-Aigues
Le Festival du Tatouage de Chaudes-Aigues, également appelé Cantal Ink, Festival du Tatouage, Festival International du Tatouage de Chaudes-Aigues ou, anciennement, Cantal In'k the Skin, est une convention de tatouage organisée dans la commune de Chaudes-Aigues, dans le Cantal.

## Histoire
Le Festival du Tatouage de Chaudes-Aigues est organisé par le tatoueur réaliste Stéphane Chaudesaigues. La première édition a eu lieu les vendredi 5 juillet, samedi 6 juillet et dimanche 7 juillet 2013.

## La ville de Chaudes-Aigues

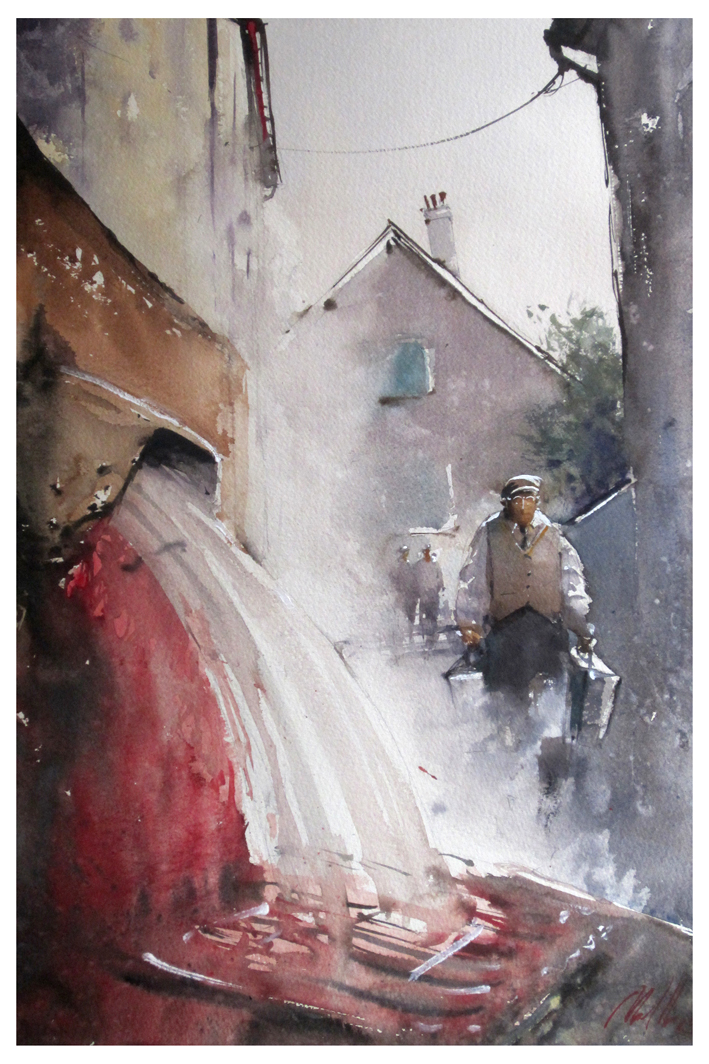
La source du Par de Chaudes-Aigues vue par le tatoueur Dan Marshall

Le Cantal Ink a lieu dans la ville de Chaudes-Aigues, commune française située dans le département du Cantal, en région Auvergne-Rhône-Alpes. Elle doit sa notoriété à sa source d’eau chaude, baptisée source du Par.

## Tatoueurs présents
Parmi les tatoueuses et tatoueurs présent(e)s aux différentes éditions du Festival du Tatouage de Chaudes-Aigues figurent des représentant(e)s du tattoo international comme Hannah Aitchison, Nikko Hurtado, Jeff Gogue, Shane O'Neill et Joe Capobianco.

## Éditions

### 1reédition - 2013
La première édition du Cantal Ink s’est étalée du vendredi 5 au dimanche 7 juillet 2013.

### 2eédition - 2014
La deuxième édition du Festival International du Tatouage de Chaudes-Aigues a eu lieu du vendredi 4 juillet 2014 au dimanche 6 juillet 2014, avec la présence de Bruno Cuzzicoli, le tatoueur qui a ouvert la première boutique de tatouage en France dans les années 1960.

### 3eédition - 2015
Le mercredi 28 janvier 2015, Stéphane Chaudesaigues annonce sur le site officiel de l’événement, le report du prochain volet. Au même endroit, un événement de soutien est organisé en remplacement et est baptisé Tatouage au Village.

### 4eédition - 2016
Les 2 et 3 juillet 2016, le Cantal Ink fait son retour. Y participent notamment le tatoueur japonais Honda Tsuyoshi et la tatoueuse finlandaise Säde Sonck.

### 5eédition - 2017
La 5e édition se déroule du samedi 1er au dimanche 2 juillet 2017 avec, notamment, la présence du tatoueur américain Joshua Carlton. Quelques jours plus tard, Stéphane Chaudesaigues déclare au journal La Montagne : « Cette édition était la plus belle, je me demande si, faute de soutien, je ne vais pas arrêter sur celle-là ».